# Sasendorf (Bad Bevensen)
Sasendorf ist ein Ortsteil der Stadt Bad Bevensen im niedersächsischen Landkreis Uelzen.

## Geografie und Verkehrsanbindung
Sasendorf liegt westlich der Kernstadt Bad Bevensen. Am östlichen Ortsrand und nördlich verläuft die Landesstraße L 252. Die B 4 verläuft westlich. Südlich erstreckt sich das 254 ha große Naturschutzgebiet Der Lohn.

## Sehenswürdigkeiten

### Baudenkmale
In der Liste der Baudenkmale in Bad Bevensen sind für Sasendorf vier Baudenkmale aufgeführt:
- zwei Hofanlagen (Sasendorf Nr. 1 und Nr. 3)
- ein Wirtschaftsgebäude (Sasendorf Nr. 4)
- ein Wohn- und Wirtschaftsgebäude (Sasendorf Nr. 5)